# Ilia Naïchouller
 (juin 2021).
Si vous disposez d'ouvrages ou d'articles de référence ou si vous connaissez des sites web de qualité traitant du thème abordé ici, merci de compléter l'article en donnant les références utiles à sa vérifiabilité et en les liant à la section « Notes et références ».
Ilia Naïchouller (en russe : Илья Найшуллер), souvent écrit Ilya Naishuller, est un réalisateur, scénariste, producteur, acteur et musicien russe, né le 19 novembre 1983 à Moscou (à l'époque en URSS).
Comme chanteur et guitariste, il est l'un des membres fondateurs du groupe de rock indie russe Biting Elbows (en), dont il réalise aussi les clips.

## Biographie
Ilia Viktorovitch Naïchouller (en russe : Илья Викторович Найшуллер) naît à Moscou, ville qu'il quitte à l'âge de sept ans pour habiter avec sa mère à Londres. Sept ans plus tard, ils reviennent en Russie.
Il étudie à la Tisch School of the Arts, qu'il quitte rapidement.
En 1999, avec quelques autres étudiants, il fonde son premier groupe de musique mais qui ne connaît qu'une brève existence. En 2008, il fonde le groupe de rock Biting Elbows (ru), dans lequel il est chanteur et guitariste. En 2011, il apparaît dans le EP Dope Fiend Massacre et le premier album Biting Elbows.
En 2013, Naïchouller apparaît dans le single Bad Motherfucker, pour lequel il compose également la musique. Cette même année, il tient un petit rôle dans la comédie policière de Roman Karimov Tout tout de suite (uk).
Peu de temps après, Naïchouller fait ses débuts de réalisateur au cinéma avec Hardcore, rebaptisé après Hardcore Henry. Ce film d'action a été produit par Timur Bekmambetov et Sharlto Copley et Tim Roth y tenaient des rôles de soutien. Naïchouller en fut le scénariste, le réalisateur, le producteur et y jouait également. Le film a été présenté au Festival international du film de Toronto 2015 où il remporte le prix du public, et a rapporté 14,3 millions de $ USD, devenant l'un des plus grands succès du cinéma russe depuis 1991.

## Apparitions et style de réalisation
Les travaux de Naïchouller se remarquent par leur style de réalisation, avec notamment un retournement de situation et un dénouement surprenant dans la plupart de ses films.
On remarque aussi qu'il aime à apparaître dans ses réalisations, en un caméo brutal, souvent dans le but de briser le quatrième mur.

## Filmographie partielle

### Comme réalisateur

#### Longs métrages
- 2015 : Hardcore Henry
- 2021 : Nobody
- 2025 : Heads of State

#### Court métrage
- 2016 : The Medic

#### Clips
- 2010 : Dope Fiend Massacre - Biting Elbows
- 2011 : The Stampede - Biting Elbows
- 2012 : Toothpick - Biting Elbows
- 2013 : Bad Motherfucker - Biting Elbows
- 2016 : False Alarm - The Weeknd
- 2017 : Кольщик (Kolshchik) - Leningrad
- 2017 : Вояж (Voyage) - Leningrad
- 2018 : Жу-Жу (Jou-Jou) - Leningrad
- 2018 : Цой (Tsoï) - Leningrad
- 2019 : Heartache - Biting Elbows
- 2019 : Control - Biting Elbows

### Comme scénariste
- 2013 : Knighthood and Decoy (série télévisée, 1 épisode)
- 2013 : Payday 2 (jeu vidéo)
- 2015 : Hardcore Henry

### Comme producteur
- 2015 : Hardcore Henry

### Comme acteur
- 2014 : All at Once (Vsyo i srazu) : Armourer
- 2015 : Hardcore Henry : Timothy / Higher-Self Merc / Henry
- 2016 : False Alarm : Braqueur (caméo)
- 2017 : Kolshchik : Spectateur (caméo)
- 2017 : Voyage : DJ (caméo)

## Distinctions
- Festival international du film de Toronto 2015 : prix du public dans la section Midnight Madness pour Hardcore Henry